# Sunbeam Rapier
Sunbeam Rapier är en personbil, tillverkad i två generationer av den brittiska biltillverkaren Sunbeam mellan 1955 och 1976.

## Rapier (1955-67)

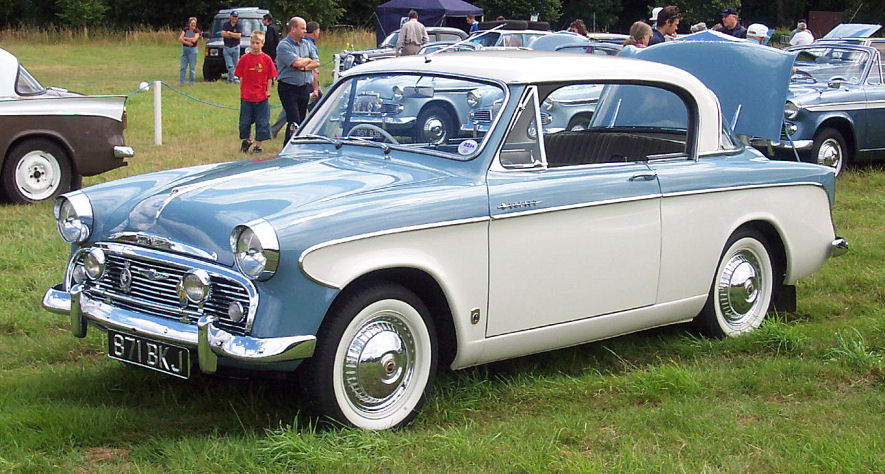
Sunbeam Rapier Series 1

- Se under huvudartikeln: Hillman Minx.

Den första generationen Rapier var en sportigare tvådörrarsversion av Hillman Minx.

## Alpine/Rapier (1967-76)
Den andra generationen Sunbeam Rapier presenterades 1967 och baserades på Hillman Hunter. Till skillnad från Huntern hade den nya modellen en tvådörrars ”fastback”-kaross utan B-stolpe och en trimmad motor med dubbla förgasare. Ett år senare kom den enklare Sunbeam Alpine med enkelförgasarmotor från Huntern. I andra änden av modellprogrammet tillkom Rapier H120. Motorn hade trimmats med vassare kamaxel och större förgasare. På utsidan särskildes prestandamodellen genom Rostyle-fälgar, mattsvart kylargaller och en spoiler på bakluckan.
Chrysler Europe saknade resurser att vidareutveckla bilen och 1975 försvann Alpine-modellen. Ett år senare lades även Rapier ned och därmed försvann märket Sunbeam.

### Motor
| Modell      | Motor              | Cylindervolym | Effekt | Bränslesystem    |
| ----------- | ------------------ | ------------- | ------ | ---------------- |
| Alpine      | 4-cyl radmotor ohv | 1725 cm³      | 72 hk  | Enkel förgasare  |
| Rapier      | 4-cyl radmotor ohv | 1725 cm³      | 79 hk  | Dubbla förgasare |
| Rapier H120 | 4-cyl radmotor ohv | 1725 cm³      | 93 hk  | Dubbla förgasare |